# محمدباقر دستغیب شیرازی
سید محمدباقر دستغیب شیرازی از واعظان و سیاستمداران ایرانی بود، که در دوره‌های  چهارم و  پنجم  بعنوان نماینده بندرعباس در مجلس شورای ملی حضور داشت.

## زندگی
سید محمدباقر دستغیب شیرازی ( زاده ١٢۶٢  ه.خ شیراز ) فرزند میرزا هدایت‌الله دستغیب، مجتهد و واعظ مشهور شیرازی بود. وی در دوره‌های چهارم و پنجم از طرف مردم بندرعباس به مجلس راه یافت. وی در سال ١٣٣۶ (ه.خ) در شیراز درگذشت و در جوار امامزاده سید میرمحمد دفن شد. از وی کتابخانه‌ای مشتمل بر یک هزار جلد کتاب به جای مانده است. 